# Matveï Nikolaïevski
Matveï Iossifovitch Nikolaïevski (en russe Матвей Иосифович Николаевский), né le 28 juin 1882 à Moscou et mort le 1er mars 1942 à Kouïbychev, est un compositeur russe, puis soviétique.